# Liste de clubs canadiens de football jouant dans des championnats étrangers
Cette liste comprend des clubs canadiens de football (soccer) qui jouent (ou jouaient) dans des championnats étrangers, de niveau professionnel ou amateur. Les clubs amateurs sont classés selon leur association régionale.
| 1 2 3 4 5 6 7 8 9 10 11 12 13 14 15 16 17 18 |

| Clubs actuels - 1: CF Montréal - 3: Toronto FC - 4: Toronto FC II - 6: Whitecaps de Vancouver - 8: TSS Rovers de Vancouver - 11: Foothills de Calgary - 12: FC Manitoba / WSA Winnipeg - 13: Chill de Thunder Bay - 15: Queen City United - 17: Vancouver Island FC - 18: Impact de Saint-Albert | Ancien clubs - 2: FC Montréal - 5: Fury d'Ottawa (masculin/féminin) - 7: Whitecaps FC 2 / VWFC (féminin) - 9: Highlanders de Victoria (masculin/féminin) - 10: Rangers d'Abbotsford - 14: K-W United - 16: Forest City London |

## Clubs professionnels

### Major League Soccer
- CF Montréal (2012-)
- Toronto FC (2007-)
- Whitecaps de Vancouver (2011-)

## Clubs semi-professionnels

### MLS Next Pro
- Toronto FC II (USL Championship → USL League One → MLS Next Pro)
- Whitecaps FC 2 (USL Championship → Sans ligue → MLS Next Pro)

### USL League Two
- Foothills de Calgary
- FC Manitoba
- Chill de Thunder Bay

### Women's Premier Soccer League
- WSA Winnipeg[1]

### United Women's Soccer
- Foothills de Calgary[2]
- Impact de Saint-Albert[3] (Saint-Albert)
- Queen City United[4] (Regina)

## Clubs ayant évolué aux États-Unis
- Rangers d'Abbotsford / Mariners de la Vallée du Fraser (USL PDL → PCSL)
- Forest City London (USL PDL → L1O)
- Highlanders de Victoria (USL PDL / W-League → PCSL → L1CB)
  - Vancouver Island FC (WPSL → L1CB[Note 1])
- TSS Rovers de Vancouver (USL PDL / WPSL → L1CB)

## Clubs disparus
- K-W United[5] (USL PDL, W-League)
- FC Montréal[6] (USL)
- Whitecaps de Vancouver (féminin)[7] (W-League)
- Fury d'Ottawa[8] (USL PDL, NASL, USLC, W-League)
- WSA Winnipeg (équipe masculine, USL League Two)